# Zamek w Osieku
Zamek w Osieku – zamek w Osieku, w województwie świętokrzyskim.
Nieistniejąca warownia wzmiankowana od czasów panowania króla Polski Kazimierza Wielkiego.
Dwór książęcy wzniósł w Osieku książę Bolesław Wstydliwy na miejscu starej stacji książęcej na drodze pomiędzy Krakowem a Sandomierzem. W latach 1253-1268 książę przebywał tu wielokrotnie z dworem i kancelarią, o czym wiemy ponieważ wystawiał tu dokumenty. W 1270 r. Osiek przeszedł na własność Bolesława Wstydliwego z rąk opata benedyktyńskiego opactwa łysogórskiego. W 1283 i 1284 r. przebywał na tutejszym dworze książę Leszek Czarny, wystawiając liczne przywileje i spotykając się z rycerstwem, którego zjazd tu zorganizował.
Według lokalnej tradycji za czasów króla Kazimierza Wielkiego dwór przebudowano na obiekt murowany lub częściowo murowany i otoczono wałem i palisadą, jednak śladów tej budowli nie odnaleziono, więc jest to informacja niepotwierdzona archeologicznie. Nieznane jest dokładne rozplanowanie i wygląd ówczesnej budowli. W 1370 r. przywieziono tu umierającego, rannego na łowach pod Przedborzem, Kazimierza Wielkiego, ostatniego z królów Polski z dynastii Piastów. Na początku XV w. dwór stał się siedzibą starosty królewskiego. W 1441 roku król Władysław Warneńczyk zapisał 150 grzywien na mieście Osiek i dwóch wsiach Jakubowi ze Żmigrodu. W 1442 roku oddał Osiek w zastaw wraz z Połańcem Dziersławowi z Rytwian. Od tego czasu Osiek stał się siedzibą starostwa niegrodowego. Z 1510 roku pochodzi pierwszy opis dworu królewskiego. W XVI w. w tutejszym dworze często przebywał starosta Jan Amor Tarnowski, hetman wielki koronny, który w 1558 roku zorganizował tu zjazd rodzinny.
W r. 1543 wzmiankowano na terenie dworu pobyt króla Zygmunta Starego wraz z dworzanami, którzy uciekli z Krakowa przed zarazą. Jednak ì w tych czasach rozplanowanie dworu, jego wygląd i konstrukcja są nieznane. Nieznane są też fortyfikacje otaczające obiekt. Być może otaczała go jedynie nawodniona fosa stawy. W 1602 roku był wzmiankowany na terenie dworu "Zamek gontami pobity, z sieni izba z komnatą, pobok z tej sieni izdebka z komnatą. W rogu (dziedzińca) jest drugi dwór wielgy gontami pobity. W niem na dole dwie izby z kownatamy. Pod sienią ganek". Kolejne opisy dworu pochodzą z 1616 i 1633 roku. 
Obiekt przypuszczalnie został zniszczony podczas Potopu szwedzkiego pomiędzy latami 1656-1657, ale brak na ten temat bliższych informacji, bo lustracje z lat 1660-1664 nie wspominają nic o dawnym dworze królewskim. Być może odbudowana budowla była już znacznie skromniejsza. W 1789 roku wzmiankowano "Brama z wrotami podwójnemi i furtką z wielkim zamknięciem dobrym. Blisko wjazdu na prawym boku dworek z drzewa sosnowego stary blisko wjazdu. (...) niedaleko dworu folwark, w nim jedna izba mieszkalna, druga naprzeciwko czeladna z komorą". Na miejscu dworu z częściowym wykorzystaniem piwnic pierwotnej budowli wzniesiono w końcu XVIIl lub na początku XIX w. nowy budynek zwany ,,pałacem rządowym", który rozebrano lub przebudowano około roku 1820, a na jego miejscu postawiono nowy budynek. Na podstawie oględzin dokonanych przez Anna Marciniak-Kajzer, stwierdzono istnienie na terenie prywatnego domu, wg tradycji stojącego na terenie dawnego zamku, obecność piwnicy z XVII lub XVIII wieku. Według okolicznych mieszkańców na terenie po dawnym zamku znajdują się zasypane piwnice i zasypana dawna studnia zamkowa.